# 효용
경제학에서 효용(效用,Utility)이란 재화와 용역의 사용으로부터 얻을 수 있는 주관적인 만족을 측정하는 단위이다.
효용의 개념은 주어진 만족의 수준에서 사회와 개인 사이의 필요 재화의 조합을 측정하는 무차별곡선과 같은 주제에서 경제학자들에 의해 응용된다. 또한 효용 함수, 후생함수, 파레토 최적(Pareto maximization), 에지워스 상자(Edgeworth boxes), 계약 곡선 등에서도 사용된다.
효용은 후생경제학의 핵심 개념이기도 하다. 공리주의에서는 사회 조직을 위한 도덕적 기준으로서 효용의 극대화를 주장했다. 벤담(Jeremy Bentham, 1748-1832년)이나 밀(John Stuart Mill, 1806-1876년)같은 공리주의자에 따르면 사회는 최대 다수의 최대 행복을 위해 사회 모든 주체들의 개인적인 효용 극대화에 초점이 맞추어져야 한다.
효용 이론이 가정하는 인간은 되도록 개인의 효용을 극대화하려는 합리적 인간이다. 이를테면, 개인은 어떠한 것을 사용할 수 있고, 양으로 측정할 수 있으며 어떠한 상황에 합리적인 것이라면 효용을 더 요구할 것이다.

## 효용의 크기 측정
효용은 직접적으로 측정하거나 관찰하지 못한다. 그래서 경제학자들은 관찰된 결과(선택)를 가지고 그 선택에 담긴 상대적인 효용의 크기를 측정할 수 있는 방법을 고안했다. 이것이 폴 사무엘슨이 명명한 '현시선호이론'이다. 현시선호이론은 예를 들어 사람들의 지불의사에 담긴 선호도를 측정하여 효용의 상대적 크기를 비교하는 것이다. 
효용은 소망이나 욕구와 상관이 있는 것으로 알려져 있다. 하지만 욕구라는 것이 직접적으로 측정될 수 없고, 단지 그것을 암시하는 외부현상에 의해서만 간접적으로 측정될 수 있다. 그리고 그 경우 경제학자들이 관심을 갖는 것은 대부분 사람들이 지불하고자 하는 가격으로, 이를 욕구 만족의 크기로 간주한다. (마샬 1920:78)

## 기수적 효용과 서수적 효용
경제학에서 효용을 기수적 효용(cardinal utility)과 서수적 효용(ordinal utility) 둘로 나눈다. 기수적 효용은 효용의 크기를 측정할 수 있는 것으로 보는 반면 서수적 효용은 숫자를 단지 선호의 강도 차이라고 생각하여 순서를 구분하기 위한 장치로만 사용한다.
두 종류의 효용 모두 선택지 간의 순서를 구분할 수 있게 해준다. 예를 들어 오렌지쥬스 한 잔이 120 만큼의 효용을 주고 차 한 잔은 80 만큼의 효용을, 물 한 잔은 40 만큼의 효용을 준다고 가정해보자. 기수적 효용으로 말한다면, 오렌지쥬스 한 잔과 차 한 잔의 효용 차이는 차 한 잔과 물 한 잔의 효용 차이와 정확히 같다. 그러나 쥬스 한 잔이 물보다 세 배만큼의 효용을 준다고 말할 수는 없는데, 효용이 0인 지점을 어떻게 설정하느냐에 따라 달라지기 때문이다.
여러 사람들의 효용을 합할 때, 기수적 효용이 매우 유용한 것처럼 보인다. 하지만 이에 대한 반론이 있는데, 사람들 개개인이 각 소비조합에서 얻는 가치의 크기를 측정하여 비교할 수 있는 방법이 없기 때문에, 효용의 사람 간의 비교는 의미가 없다는 것이다.
서수적 효용에서 효용의 크기 차이는 의미가 없다고 생각한다. 효용은 단지 선택지 간의 차이를 보여줄 수 있고 선호의 강도는 알 수 없다는 것이다. 위의 예를 다시 본다면, 단지 쥬스가 차보다, 차가 물보다 더 좋다는 것만 알 수 있고 그 이상은 알 수 없다.
신고전학파는 그간 경제분석에 사용하던 기수적 효용함수에서 한 발 물러섰다.. 그러나 선호관계는 몇 조건을 만족시키기만 한다면 효용함수로 표현하는 것도 가능하다.
서수적 효용함수는 단조증가변환(positive monotone transformation)에 의해서는 바뀌지 않고, 기수적 효용함수는 단조선형변환(positive linear transformation)에 의해서 바뀌지 않는다.
선호는 미시경제학의 전통적인 개념이지만, 선호를 효용함수로 표현하여 인간행동을 간접적으로 분석하는 것이 편할 때가 있다. X를 소비집합이라 하고, 각 집합은 소비자들이 소비가능하며 상호 배제적인 묶음이라고 한다. 여기서 각 묶음에 해당하는 소비 집합을 소비자의 효용 함수 {\displaystyle u:X\rightarrow {\textbf {R}}} 라고 나타낼 수 있다. 만약 y 보다 x를 강선호(strictly prefer)하거나 무차별(indifferent)할 때, 우리는 {\displaystyle u(x)\geq u(y)} 이와 같이 표현한다.
예를 들어, 소비집합 X가 = {nothing,  사과 1, 오렌지 1,  사과 1과  오렌지 1,  사과 2,  오렌지 2} 라면, 효용함수 u=(nothing) = 0, u( 사과 1) = 1, u( 오렌지 1) = 2, u( 사과 1과  오렌지 1) = 4, u( 사과 2) = 2 와 u( 오렌지 2) = 3 라고 하자. 그러면 소비자는 오렌지 1개를 사과 1개보다 더 좋아하고 각각 1개씩 소비하는 것은 오렌지 2개보다 더 선호한다고 말할 수 있다.
미시경제학에서 소비자들이 소비할 수 있는 재화의 개수를 L개라고 가정한다. 이것은 소비집합이 {\displaystyle {\textbf {R}}_{+}^{L}} 이고, 소비집합의 한 원소 {\displaystyle x\in {\textbf {R}}_{+}^{L}}는 각 재화의 양을 나타내는 벡터로 나타낼 수 있다. 위의 예에서, 우리는 사과와 오렌지 두 가지 재화만 있다고 가정했다. 우리가 사과를 첫 번째 재화, 오렌지를 두 번째 재화라 한다면, 소비집합은 {\displaystyle X={\textbf {R}}_{+}^{2}} 이고, 효용의 양은 전과 같이  u(0, 0) = 0, u(1, 0) = 1, u(0, 1) = 2, u(1, 1) = 4, u(2, 0) = 2, u(0, 2) = 3이다. 여기서 u 가  X에 대한 효용함수이고, 모든  X에 대하여 정의되어야 한다는 것을 기억해라.그러면 효용함수를 다음과 같이 쓸 수 있다. {\displaystyle u:X\rightarrow {\textbf {R}}} 이것은 모든 x, y (x와 y의 조건은 다음과 같다. {\displaystyle x,y\in X}, {\displaystyle x\preceq y}를 의미하는 {\displaystyle u(x)\leq u(y)} )에 대해서, X에 {\displaystyle u:X\rightarrow {\textbf {R}}} 선호관계를 가짐을 나타낸다. 만약 u가 {\displaystyle \preceq } 로 표현된다면, 이는 {\displaystyle \preceq } 가 완전성과 이행성을 가지고 있고, 그렇기에 합리적이라는 것을 보여준다.

## 기대효용
기대효용이론은 결과에 위험성 이 있는 선택에 대해 분석하는 이론이다.
기대효용가설은 니콜라스 베르누이 1세가 1713년 처음 제안했고, 다니엘 베르누이가 1738년 피터스버그 패러독스를 풀면서 이론이 전개되었다. 베르누이는 의사결정이 위험회피(risk aversion)를 보이거나 로그적 서수 효용함수의 모양을 띌 때, 패러독스가 해결될 수 있다고 말했다.
기대효용이론은 폰 노이만과 오스카르 모르겐슈테른의 이론에서 가장 중요하게 다루어 진다. 그들은 게임이론을 설명함에 있어 기대효용이론의 극대화 가정을 이용했다.

## 같이 보기
- 게임 이론
- 미시경제학
- 한계효용
- 편익비용분석